# ストレガ

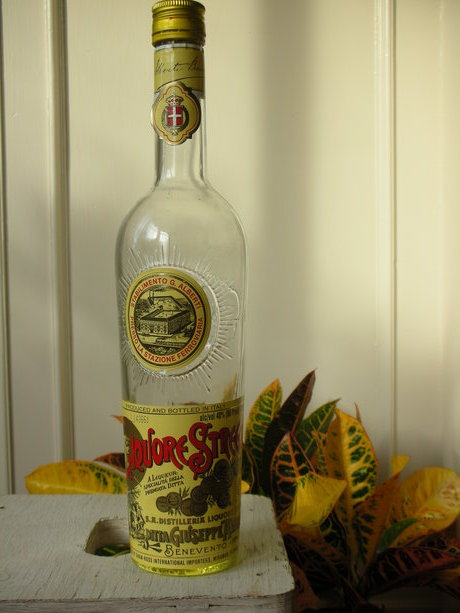
ストレガの瓶

ストレガ（Strega、ストレーガ）は、イタリア産のリキュールの銘柄。液色は黄色、アルコール度数は40度、エキス分は18.9%。また、これを製造している企業の社名でもある。
名称の「ストレガ」は、「魔女」を指すイタリア語である。そのため、英語圏ではこのリキュールを英語で“魔女”を意味する「ウィッチ（Witch）」と呼ぶこともある。

## 概説
1860年にイタリアのベネヴェントで、ジュゼッペ・アルベルティ(Giuseppe Alberti)が開発したリキュールで、1997年現在もベネヴェントで製造が続けられている。そのままストレートで飲まれる他、カクテルに利用されたり、製菓に利用されたりする。
製造法の詳細は非公開であり、正確なことは判らない。ただし、ストレガの成分は、40%がエタノール、18.9%が砂糖、残りは、天然香料、天然着色料、水であると発表されている。なお、天然着色料というのはサフランであり、ストレガの液色が黄色をしているのは、このサフランの色素によるものとされている。